# Eunice manorae
Eunice manorae är en ringmaskart som beskrevs av Khwaja Muhammad Sultanul Aziz 1938. Eunice manorae ingår i släktet Eunice och familjen Eunicidae. Inga underarter finns listade i Catalogue of Life.